# Vlag van Buckinghamshire
De vlag van Buckinghamshire, een van de traditionele graafschappen van Engeland in Engeland, Het is al eeuwen in gebruik en vloog vanuit County Hall in Aylesbury. De vlag is op 20 mei 2011 geregistreerd bij de Flag Institute.

## Ontwerp
Dit is de traditionele vlag van Buckinghamshire met een geketende zwaan (de Bohun-zwaan) op een tweekleurig rood en zwart, afkomstig uit de armen van Bucks. Het zwaanembleem dateert uit de Angelsaksische tijd, toen Buckinghamshire bekend stond om het fokken van zwanen voor de koning. De Bucks-zwaan verschijnt op de armen van enkele van de historische steden in Buckinghamshire, zoals Aylesbury, Buckingham, Chesham, Marlow en High Wycombe.
De Pantone-kleuren voor de vlag zijn: rood, zwart, wit.